# Єлена Єгипетська

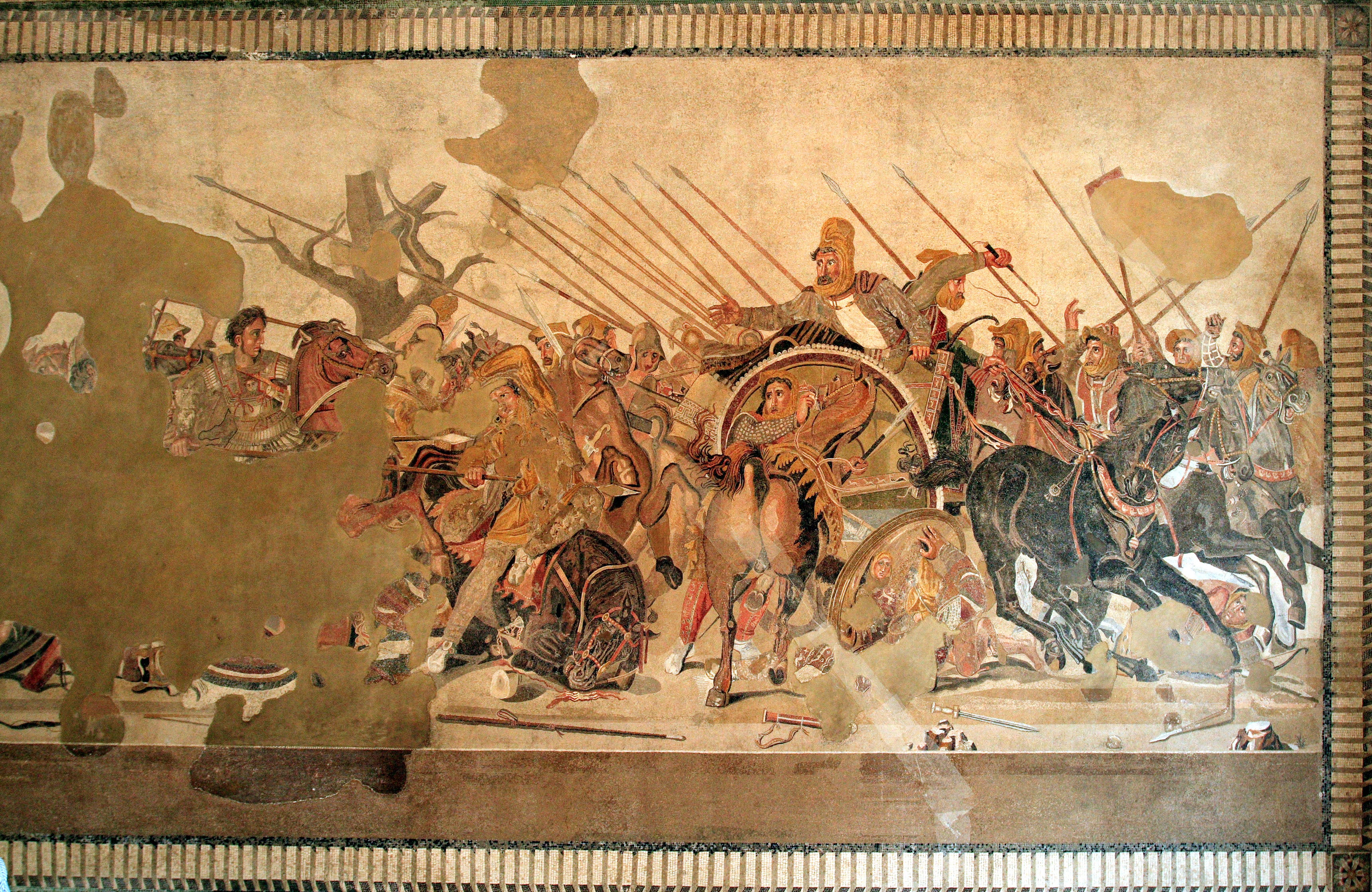
Мозаїка Александра

Єлена Єгипетська, першопочатково — Гелена (грец. Ἑλένη, Helénē; IV ст. до н.е.) — антична художниця.
Вчилася майстерності у батька, Тімона з Єгипту, котрий теж був художником.
Працювала в період після смерті Александра Македонського в 323 році до н. е. Написла сцену перемоги Александра над перською армією Дарія III у битві при Іссі. Робота була широко визнана та виставлялась Веспасіаном у його храмі Миру в Римі.
Пліній Старший пише, що «Битва при Іссі» була єдиною задокументованою роботою Єлени, з якої існує мозаїка-репродукція. Дійсно, мозаїку було знайдено у Помпеї. Втановлення авторства оспорювалось через стать Єлени; жодної іншої мозаїки жіночої роботи з цього періоду історії не було виявлено. Після Птолемея Хенна (Гефестіона), єдиного свідка існування Єлени, робота якої також описується куцим уривком у Фотія I, картина Битви була єдиним свідченням її праці.
Вшанування. Єлена Єгипетська стала однією з учасниць Званої вечері, монументальної художньої інсталяції Джуді Чикаго. Їй присвячено одну з 999 плиток ручної роботи у Поверсі спадщини, у ділянці, пов'язаній з місцем Сафо.